# Il marito di mia moglie
Il marito di mia moglie (Lost: A Wife) è un film muto del 1925 diretto da William C. de Mille. Prodotto dalla Famous Players-Lasky Corporation, era interpretato da Adolphe Menjou, Greta Nissen, Robert Agnew.
La sceneggiatura di Clara Beranger si basa su Banco, lavoro teatrale di Clare Kummer andato in scena a New York il 20 settembre 1922 che a sua volta si basa sulla commedia Banco! di Alfred Savoir (Parigi, 2 febbraio 1922).

## Trama
Tony Hamilton non riesce a sottrarsi al demone del gioco: giocatore compulsivo, scommette persino sul proprio matrimonio, giocandosi cinquemila dollari con l'amico Dick scommettendo che riuscirà a sposare Charlotte Randolph, nonostante non si conoscano e lei sia già fidanzata con il duca di Val. Vinta la scommessa, Tony - mentre è in luna di miele - ottiene il permesso dalla neo sposa di uscire per poter andare dieci minuti alla roulette. Ma, quando si trova al tavolo da gioco, Tony non ce la fa a mantenere la promessa: gioca senza interruzione per tre giorni di seguito e Charlotte, indignata, lo lascia e chiede il divorzio. Passa un anno. Tony, torna in Francia dopo aver scoperto che Charlotte sta per sposare un ricco barone, ma arriva troppo tardi per impedire quelle nozze. Lui, allora, inscena un falso incidente d'auto davanti alla villa della ex moglie; soccorso, viene trasportato in casa dai domestici. Tony si introduce nella stanza di Charlotte e la mette davanti a una scelta: o decide di fuggire con lui oppure dovrà affrontare uno scandalo pubblico. Lei ribatte che lui non la ama quanto il gioco; lui riesce a convincerla del contrario. Finisce così che i due ex coniugi scappino dalla villa del barone, pronti ad affrontare il nuovo divorzio di lei e una nuova cerimonia di nozze.

## Produzione
Il film fu prodotto dalla Famous Players-Lasky Corporation.

## Distribuzione
Il copyright del film, richiesto dalla Famous Players-Lasky Corp., fu registrato il 10 giugno 1925 con il numero LP21545.
Negli Stati Uniti, il film - presentato da Jesse L. Lasky e Adolph Zukor - fu distribuito dalla Paramount Pictures che lo presentò in prima a New York il 21 giugno 1925. Nelle sale statunitensi, uscì il 13 luglio seguente. In Italia, distribuito dalla Paramount nel 1926, ottenne il visto di censura numero 22943.
In Portogallo, dove venne presentato con il titolo Banca à Glória, fu distribuito il 24 novembre 1928.
Non si conoscono copie ancora esistenti della pellicola che viene considerata presumibilmente perduta.